# Lliberada Ferrarons i Vives
Lliberada Ferrarons i Vives (Olot, 19 d'abril de 1803 - 21 de juny de 1842) va ésser una dona olotina, treballadora tèxtil, que va tenir visions i experiències místiques durant una llarga malaltia que la tingué tretze anys al llit. Ha estat proclamada venerable per l'Església Catòlica Romana i està en marxa el seu procés de beatificació.

## Biografia
Lliberada Ferrarons va néixer en una família pobra, cinquena dels vuit fills de Joan Ferrarons i Trias i Teresa Vives i Coll, i va ser batejada com a Lliberada Margarida Rosa. Vivien al carrer de Sant Miquel d'Olot. El 1816 va morir el pare i ella, que per la mort dels germans era la més gran, va començar a treballar, ja que la família no tenia altres recursos. En aquella època va treballar a la fàbrica de teixits i filats Roure, Fontcoberta i Batlló, del poble de La Canya, al municipi de Sant Joan les Fonts, on es desplaçava diàriament a peu, i hi treballava entre dotze i catorze hores el dia. A la façana de l'edifici s'hi va posar una placa dedicada a ella.
El 1820, va començar a treballar a la fàbrica de Domènec Jou, ja a Olot, com a debanadora i en feines de manipulació de cotó, i des de 1823, a la fàbrica d'Antoni Carbó. Llavors ja havia començat a estar malalta i va tenir algunes facilitats d'horari per aquesta causa; tenia un quist hidatídic que li provocava complicacions als sistemes circulatori, digestiu i respiratori. Pel maig de 1829, la malaltia es va agreujar i l'any següent va haver d'enllitar-se de manera definitiva fins al dia de la seva mort, tretze anys més tard.
Molt devota, s'havia fet terciària del Tercer Orde Carmelita (orde laic) i va tenir per darrer director espiritual Joaquim Masmitjà i de Puig, qui va visitar-la i dur-li medicines el seu darrer any de vida. Segons els seus biògrafs, durant els anys de malaltia va tenir visions sobrenaturals i va explicar que, en les seves visions, havia assistit a diverses manifestacions litúrgiques celebrades a Olot, Madrid i Roma, les quals va descriure de manera creïble. Va morir el 21 de juny de 1842, a la casa del número 11 del carrer de la Mosca (actualment carrer de Lliberada Ferrarons), on vivia des del 1839.

## Veneració i reconeixements

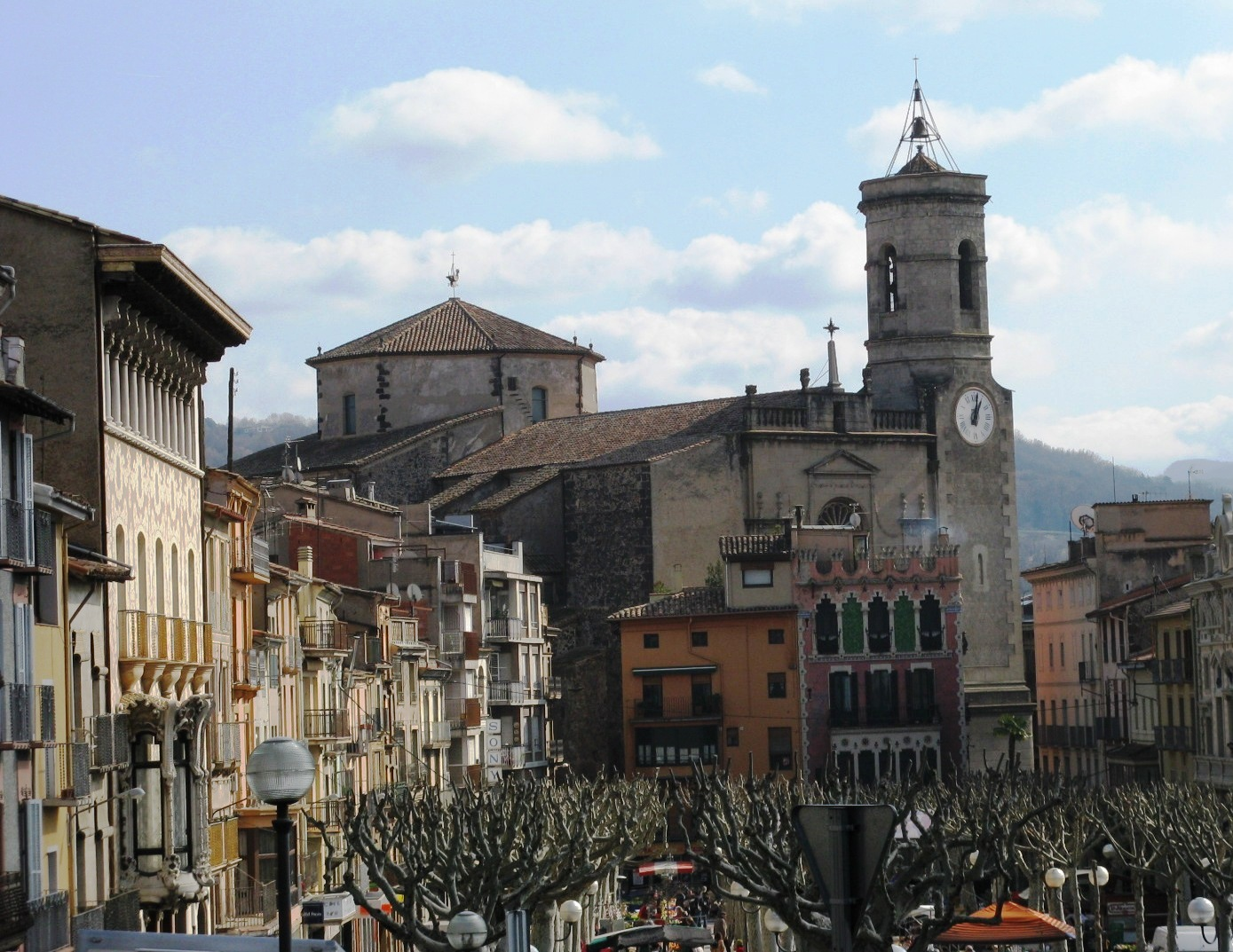
Olot, amb Sant Esteve, on és enterrada la venerable.

La fama de santedat amb què va morí Lliberada Ferrarons va motivar que pocs mesos després de la seva mort es recopilessin ja tot un seguit de notes i documents biogràfics i testimonials, que va ser enviats a Roma per tal que s'estudiés la possible causa de beatificació. El rector de Sant Esteve, Esteve Ferrer, s'hi va referir com a serventa de Déu ja en 1898, quan es va erigir una làpida en honor seu. El 1942 van celebrar-se a Olot diversos actes religiosos en commemoració del centenari de la seva mort que comportaren incoar el procés canònic de beatificació.
El 19 de juny de 1966, i després de les oportunes proves testimonials i de verificació d'autenticitat, les seves restes van ser traslladades en processó a l'església parroquial de Sant Esteve d'Olot des del cementiri. El procés diocesà de beatificació i canonització es va donar per acabat el 1973, i es va enviar la corresponent documentació a la Sagrada Congregació per a la Causa dels Sants. El novembre de 1986, la Causa de Beatificació de Lliberada Ferrarons va començar a publicar la revista Lliberada Ferrarons «per promoure les virtuts d'aquesta obrera olotina del tercer orde carmelita». Inicialment va ser una revista semestral, però després va passar a se anual i el 2014 tenia un tiratge de 3000 exemplars; 1000 en català, 1000 en castellà i 1000 en anglès. L'Església va començar a demanar que els fidels s'encomanessin a Lliberada Ferrarons per tal que faci algun miracle i així aconseguir la seva beatificació. El 22 de desembre de 2008, el papa Benet XVI va reconèixer les virtuts heroiques de Lliberada Ferrarons i va ser declarada venerable.
L'any 1928, l'Ajuntament d'Olot va aprovar donar el nom de Lliberada Ferrarons a un carrer de la ciutat; i el 1942 va nomenar-la Filla Il·lustre d'Olot.